# Charlie Batch
Pour les articles homonymes, voir Batch.
(en) Statistiques sur pro-football-reference
Charles D'Donte « Charlie » Batch, né le 5 décembre 1974 à Homestead, est un joueur américain de football américain qui joue au poste de quarterback.

## Biographie
Sélectionné en 60e choix (deuxième tour) par les Lions de Détroit, avec qui il joue entre 1998 et 2001, il évolue ensuite pendant dix ans avec les Steelers de Pittsburgh, entre 2002 et 2012, en tant que remplaçant du quarterback titulaire Ben Roethlisberger.
Il a gagné deux Super Bowls : le (XL et XLIII) avec les Steelers de Pittsburgh.